# 블라디미르 코마로프
블라디미르 미하일로비치 코마로프(러시아어: Влади́мир Миха́йлович Комаро́в, 1927년 4월 16일 ~ 1967년 4월 24일)는 소련의 우주비행사, 항공우주공학자로 1960년에 최초로 선발된 소련 우주비행사 훈련생 20인 중 한 사람이다.

## 생애
모스크바 출신으로, 소련 공군에서 기술자로 근무했으며 최종 계급은 대령이었다. 1960년에 우주비행사로 선발되었으며 보스토크 4호의 지원 스탭을 거쳐 보스호트 1호에 탑승, 무사 귀환하기에 이른다.
그러나 소유스 1호에 탑승했다가 귀환 도중, 우주선의 낙하산이 펼쳐지지 않아 그대로 지면에 격돌하여 사망하였다. 지면에 격돌할 당시 우주선의 속도는 시속 145km였고 이 사고로 그는 비행 중 희생된 최초의 우주비행사가 되었다.

## 비행 실적
- 1964년 10월 12일, 콘스탄틴 페옥티스토프, 보리스 예고로프와 함께 보스호트 1호에 탑승. 다음 날인 13일 무사 귀환.
- 1967년 4월 23일, 단독으로 소유스 1호에 탑승. 다음 날인 24일 착륙도중 사망.

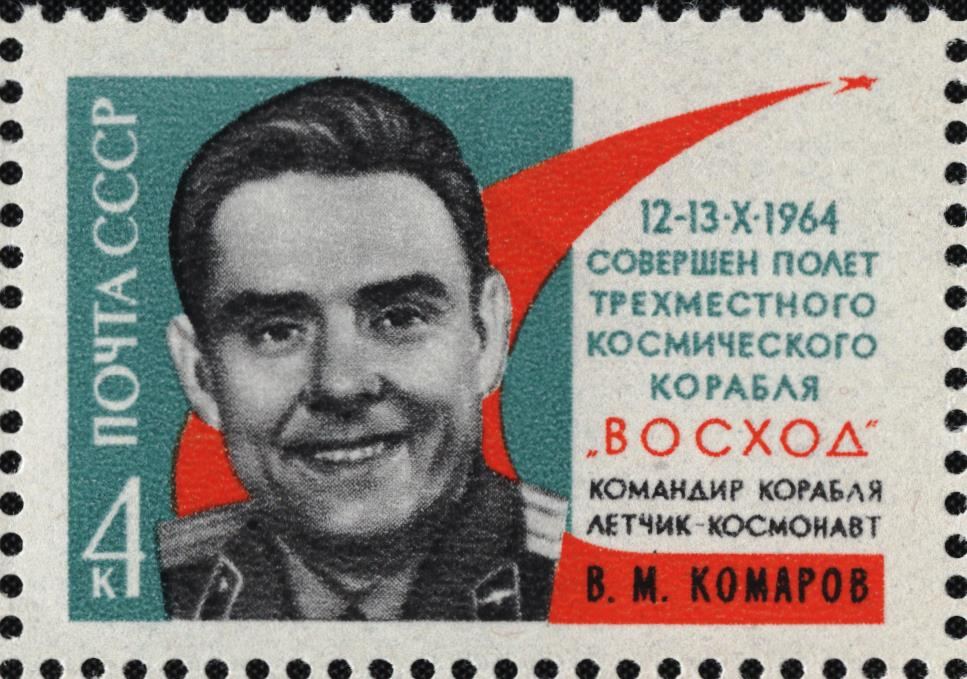
코마로프를 기념하여 발행된 소련의 우표(1964년)

## 기타 사항
- 소유스 1호의 지원 스탭 중에는 가가린도 포함되어 있었다.
- 소행성 1836은 그를 기려 1836 코마로프로 명명되었다. 또, 달에도 그의 이름을 딴 크레이터가 있다.
- 2006년, 사이먼 래틀이 지휘하고 EMI에서 발매한 행성 모음곡의 음반에 함께 수록할, 우주와 관련된 곡을 작곡해 달라는 의뢰를 받은 오스트레일리아의 작곡가 브래트 딘(en)에 의해 코마로프의 추락이라는 곡이 만들어졌다. 해당 음반에는 그 외에 명왕성: 갱생하는 자 등이 수록되어 있다.

## 같이 보기
- 아폴로 1호
- 대기권 진입
- 소유스 11호
- 컬럼비아 우주왕복선 공중분해 사고